# RainyTower
RainyTower（レイニータワー）は、標準誤差StRが製作した短編SFアクションゲーム。第６回WOLF RPGエディター コンテストに出品され、総合1位を獲得した。

## ゲーム内容

### ストーリー
銀河辺境探検隊の主人公の「ワサビ・カムボーン」と隊長の「ホー・クロウ」、技師の「コーン・シッポスキー」は銀河の未踏宙域にある未知の惑星の調査を行っていた。しかし、ワープ時の事故で不時着してしまう。また、その際に通信機器や航行装置も故障してしまう。
不時着した星は粗悪な環境で、有毒な雨が降り、常に雲が覆っているため日光発電もできず、地下資源がないため船の修理も不可能だった。有機物還元システムが残っていたため、生き残ることは可能で、隊員たちはこの星で過ごすことにし、帰還することを諦めかけた。
しかし、その星に生えるでかい樹の天辺に帰還に必要なエネルギーがあることがわかり、それが手に入れば帰還できることがわかる。しかし、樹の外側は有毒な雨で移動できないので、空洞となっている樹の内側から天辺を目指すという計画、「オペレーション・レイニータワー」が発動される。

### システム
主人公は、マウスカーソルと反対の方向に進んでいく。マウスカーソルで進行方向を決めながら、左クリックでブースターを噴射してエリアの頂上を目指す。ブースターを連続で噴射するとオーバーヒートを起こし、そこからの移動が困難となる。何らかの原因で落下し、画面外に出てしまうとミスとなる。ただし、ワサビクローンがある場合はすぐに使用され、元々いた場所からゲームが再開される。クローンは時間の経過により溜まる「ワサビゲージ」が満タンになると１つずつチャージされていく。クローンがない状態で画面外に落下するか、ダメージを受け体力となる「Health」が0となると強制帰還となる。
頂上への到達の成功・失敗に関わらず、途中で手に入れた「スクラップ」と呼ばれるポイントが帰還時に手に入る。これを使用して、主人公の装備を強化・追加することができる。これにより、アクションゲームがニガテな人でもやりこむことによりクリアしやすくなる。
エンディングはマルチエンディングとなっており、「ノーマルエンド」と「トゥルーエンド」の２つが用意されている。

### おまけ要素
おまけとして謎解きが用意されており、正解者はTwitterで報告することで公式サイトに名前が掲載される。

## 受賞歴
- 第６回WOLF RPGエディター コンテスト　総合1位、熱中度2位、物語性1位、画像音声2位、その他3位。[1]